# Kentucky Derby 2023
Kentucky Derby 2023 var den 149:e upplagan av Kentucky Derby. Löpet reds den 6 maj 2023 över 1+1⁄4 miles (2 012 m). I löpet segrade hästen Mage, riden av Javier Castellano och tränad av Gustavo Delgado.

## Kvalificering
Kentucky Derby är endast öppet för treåriga fullblod. Startfältet är begränsat till tjugo hästar som kvalificerat sig baserat på poäng intjänade i 2023 års Road to the Kentucky Derby, en serie utsedda löp som introducerades först 2013. Detta poängsystem ersatte det tidigare intäktssystemet för stakeslöp.
De flesta positionerna till Derbyt startport tjänas via den ordinarie vägen, bestående av 36 löp i Nordamerika plus ett i Dubai. De viktigaste förberedelselöpen för Kentucky Derby är UAE Derby, Louisiana Derby, Jeff Ruby Steaks, Florida Derby, Arkansas Derby, Wood Memorial, Blue Grass Stakes och Santa Anita Derby. Vart och ett av dessa löp ger 100 kvalificerande poäng till segrande häst, vilket i huvudsak garanterat att hästen fick en startplats i Derbyt, förutsatt att ägaren betalade de nominerings- och anmälningsavgifter som krävs.

## Resultat
| Plac.   | Spår | Häst                 | Poäng | Tränare             | Jockey              | Förtids-odds | Slutgiltigt odds | Marginal (längder) | Prissumma  |
| ------- | ---- | -------------------- | ----- | ------------------- | ------------------- | ------------ | ---------------- | ------------------ | ---------- |
| 1       | 8    | Mage                 | 50    | Gustavo Delgado     | Javier Castellano   | 15-1         | 15.21            |                    | $1,860,000 |
| 2       | 3    | Two Phil's           | 123   | Larry Rivelli       | Jareth Loveberry    | 12-1         | 9.87             | 1                  | $600,000   |
| 3       | 14   | Angel of Empire      | 154   | Brad H. Cox         | Flavien Prat        | 8-1          | 4.06             | 1 ⁄2               | $300,000   |
| 4       | 11   | Disarm               | 46    | Steven M. Asmussen  | Joel Rosario        | 30-1         | 27.12            | 4 1⁄2              | $150,000   |
| 5       | 1    | Hit Show             | 60    | Brad H. Cox         | Manuel Franco       | 30-1         | 24.02            | 6 1⁄2              | $90,000    |
| 6       | 17   | Derma Sotogake (JPN) | 100   | Hidetaka Otonashi   | Christophe Lemaire  | 10-1         | 7.80             | 8                  |            |
| 7       | 5    | Tapit Trice          | 150   | Todd A. Pletcher    | Luis Saez           | 5-1          | 4.53             | 9 1⁄4              |            |
| 8       | 16   | Raise Cain           | 64    | Ben Colbrook        | Gerardo Corrales    | 50-1         | 33.04            | 10                 |            |
| 9       | 18   | Rocket Can           | 60    | William I. Mott     | Junior Alvarado     | 15-1         | 28.81            | 11                 |            |
| 10      | 4    | Confidence Game      | 57    | J. Keith Desormeaux | James Graham        | 20-1         | 21.03            | 14 1⁄2             |            |
| 11      | 13   | Sun Thunder          | 54    | Kenneth G. McPeek   | Brian Hernandez Jr. | 50-1         | 33.06            | 16 3⁄4             |            |
| 12      | 22   | Mandarin Hero (JPN)  | 40    | Terunobu Fujita     | Kazushi Kimura      | 20-1         | 17.47            | 20 1⁄2             |            |
| 13      | 7    | Reincarnate          | 45    | Tim Yakteen         | John Velazquez      | 50-1         | 14.76            | 24 1⁄2             |            |
| 14      | 6    | Kingsbarns           | 100   | Todd A. Pletcher    | José Ortiz          | 12-1         | 11.72            | 25 1⁄4             |            |
| 15      | 23   | King Russell         | 40    | Ron Moquett         | Rafael Bejarano     | 50-1         | 32.27            | 25 1⁄2             |            |
| 16      | 2    | Verifying            | 54    | Brad H. Cox         | Tyler Gaffalione    | 15-1         | 14.30            | 54 3⁄4             |            |
| 17      | 12   | Jace's Road          | 45    | Brad H. Cox         | Florent Geroux      | 15-1         | 33.47            | 55 1⁄4             |            |
| 18      | 21   | Cyclone Mischief     | 45    | Dale L. Romans      | Irad Ortiz Jr.      | 30-1         | 29.02            | 55 1⁄2             |            |
| Strukna | 9    | Skinner              | 45    | John Shirreffs      | Juan Hernandez      | 20-1         |                  |                    |            |
| Strukna | 10   | Practical Move       | 160   | Tim Yakteen         | Ramon Vasquez       | 10-1         |                  |                    |            |
| Strukna | 15   | Forte                | 190   | Todd A. Pletcher    | Irad Ortiz Jr.      | 3-1          |                  |                    |            |
| Strukna | 19   | Lord Miles           | 104   | Saffie Joseph Jr.   | Paco Lopez          | 30-1         |                  |                    |            |
| Strukna | 20   | Continuar (JPN)      | 30    | Yoshito Yahagi      | Ryusei Sakai        | 50-1         |                  |                    |            |